# Homeless World Cup

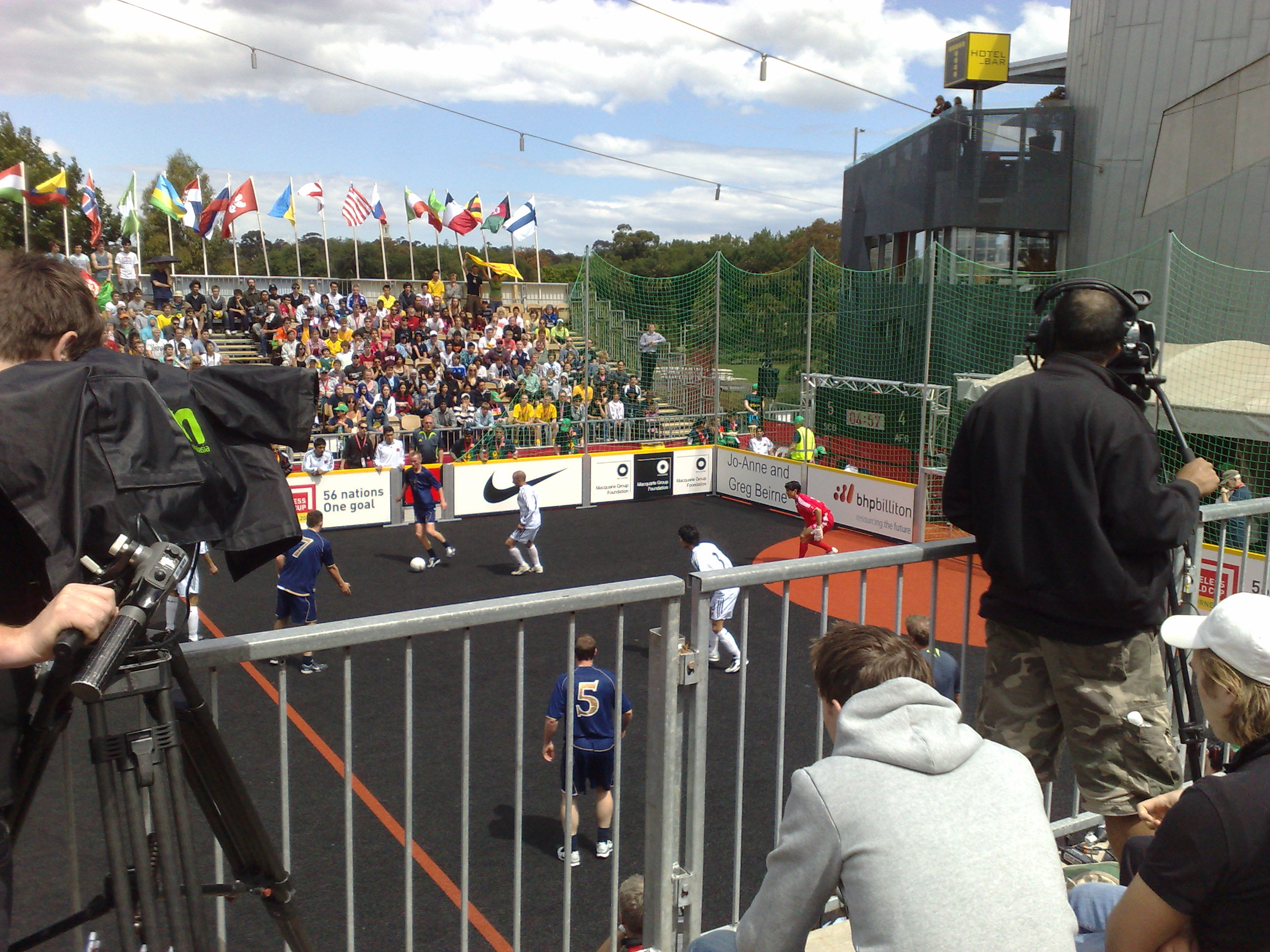
Homeless World Cup 2008 i Melbourne, Australien

Homeless World Cup är en fotbollsturnering för hemlösa män och kvinnor från olika länder som har spelats varje år sedan 2003 med undantag för 2020–2021.
Man spelar seriespel med 4-mannalag i två klasser; herrar/mixed och damer. En match tar 14 minuter uppdelad i två halvlekar på vardera 7 minuter. Vid oavgjort avgörs matchen med straffsparkar.